# Ntimba
Ntimba är ett vattendrag i Burundi.   Det ligger i provinsen Kirundo, i den norra delen av landet, 120 km nordost om huvudstaden Bujumbura.
Omgivningarna runt Ntimba är huvudsakligen savann. Runt Ntimba är det tätbefolkat, med 319 invånare per kvadratkilometer.